# Modulación Digital de Amplitud
La Modulación Digital de Amplitud, también conocida como Modulación Binaria Sencilla y como OOK (acrónimo en inglés de On-Off Keying o Off-On Keying, Manipulación Encendido-Apagado) denota a la forma más sencilla de modulación ASK que representa datos digitales como la presencia o ausencia de una señal portadora. 
Tradicionalmente, la Modulación Digital de Amplitud se ha usado para transmitir código morse sobre radiofrecuencias, técnica que también se conoce como onda continua, debido a que cuando se transmite la portadora, esta mantiene amplitud, frecuencia y fase constantes. Esta modulación suele ser utilizada en las bandas ISM para transferir datos entre computadores.

## Principio

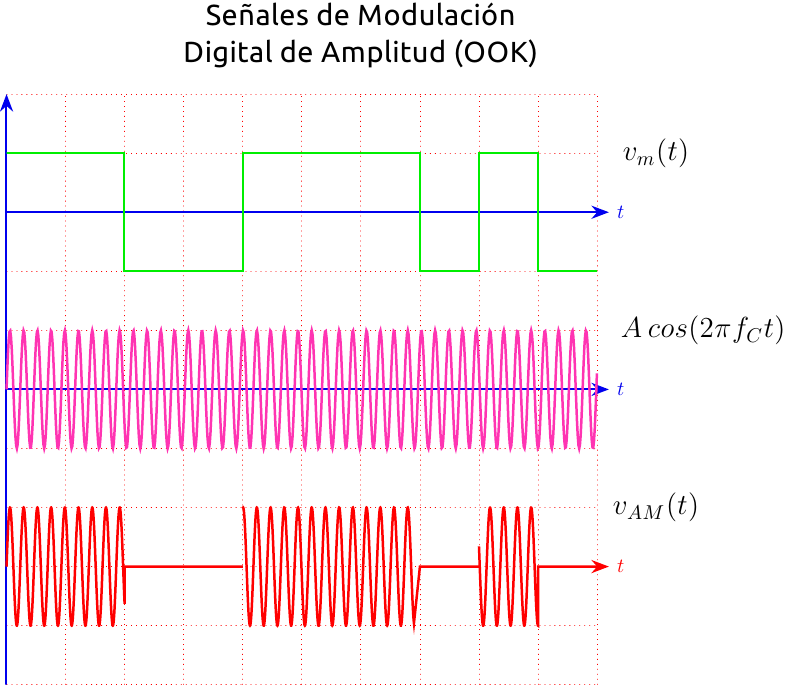
Diagrama temporal de señales en la Modulación Digital de Amplitud, también conocida como OOK (On-Off Keying)

A la señal digital de entrada se le remueve, mediante un filtro, su contenido de corriente continua para normalizarla ("0" lógico = -1V y "1" lógico = +1V) y es modulada en un modulador de producto por una portadora de frecuencia {\displaystyle \scriptstyle f_{C}} y su salida es mezclada, mediante un sumador, a esta portadora. La señal de salida obtenida es:
{\displaystyle v_{AM}(t)=[1+v_{m}(t)]*\displaystyle {\bigg [}{\frac {A}{2}}*cos(2\pi f_{C}t){\bigg ]}}
Donde:

{\displaystyle v_{AM}(t)}: Salida del modulador.
{\displaystyle v_{m}(t)}: Señal digital moduladora.
{\displaystyle A}: Amplitud de la señal portadora.
{\displaystyle f_{C}}: Frecuencia de la señal portadora.
Tomando en cuenta esta ecuación, si {\displaystyle \scriptstyle v_{m}(t)}=+1, la salida es {\displaystyle \scriptstyle A*cos(2\pi f_{C}t)} y si {\displaystyle \scriptstyle v_{m}(t)}=-1, la salida es cero, de modo que oscila entre estos valores.
La demodulación de esta señal puede hacerse de manera coherente, mediante la mezcla con la señal de un oscilador local sincronizado con la portadora o de manera incoherente, mediante la detección de envolvente. Aunque es de bajo costo su implementación, es de baja calidad para la transmisión de grandes cantidades de información y rara vez se la usa actualmente.

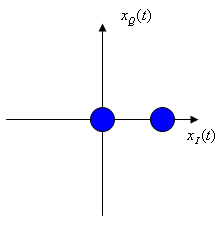
Diagrama de constelación para ASK y OOK (Modulación Digital de Amplitud)

Como ocurre en otras modulaciones digitales, se usa la técnica del diagrama de constelación para representar los posibles estados de salida ante los cambios en la entrada. Como es una técnica para flujos de información donde los bits son tratados individualmente, solo hay dos posibles estados para la señal de salida.